# 考考什德
考考什德，是匈牙利托尔瑙州所辖的一个村。总面积20.79平方公里，总人口1613，人口密度77.6人/平方公里（2011年1月1日）。